# Erdbeben in Nepal 2015

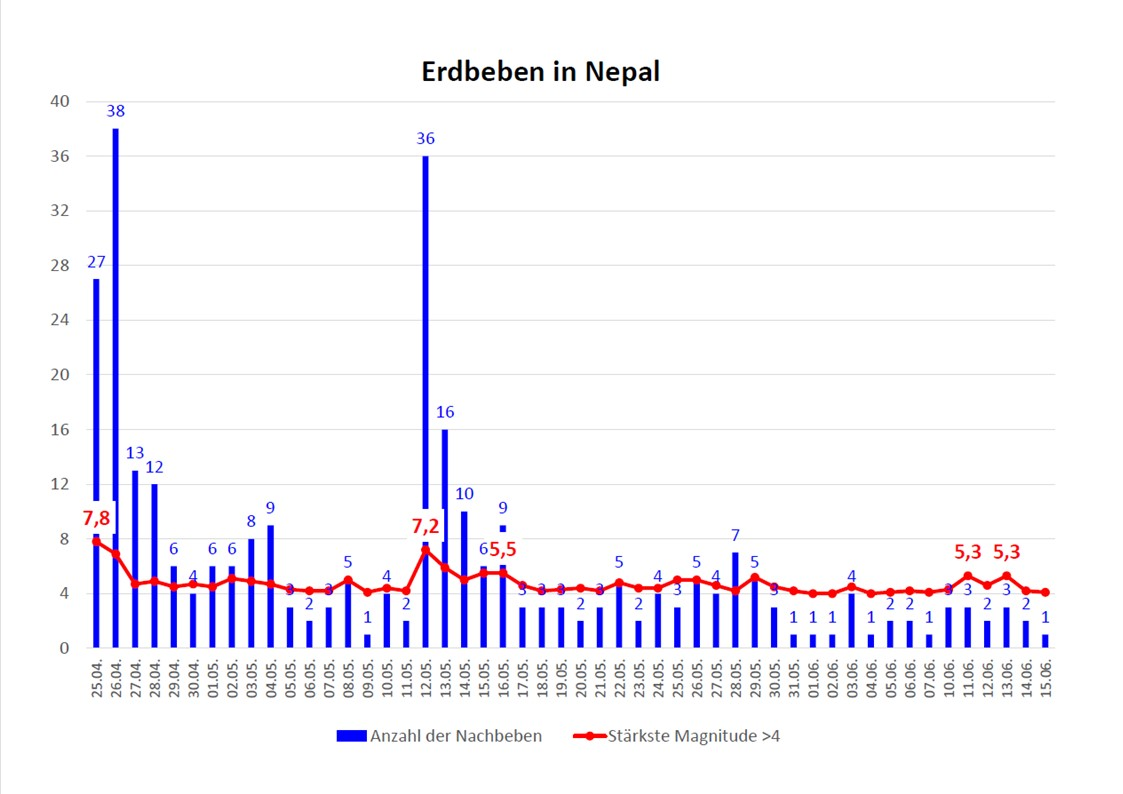
Erdbeben und Nachbeben (M>4) vom 25. April bis zum 15. Juni 2015. Blau: Häufigkeit. Rot: Max. Magnitude.

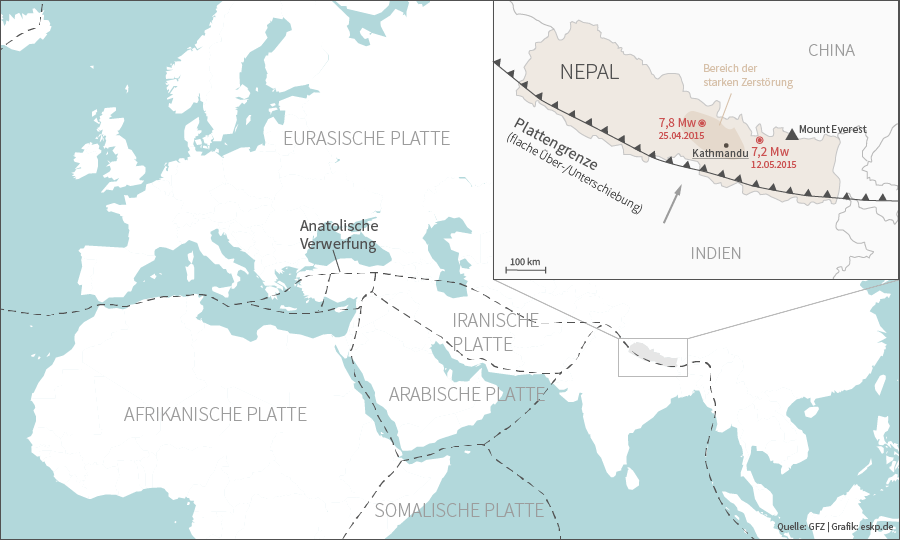
Am 25. April und 12. Mai 2015 wurde Nepal von schweren Erdbeben getroffen. Der Gebirgsstaat liegt an einer konvergenten Plattengrenze und ist dadurch erdbebengefährdet. Die Karte zeigt den Verlauf der Plattengrenzen sowie die Epizentren der Beben.

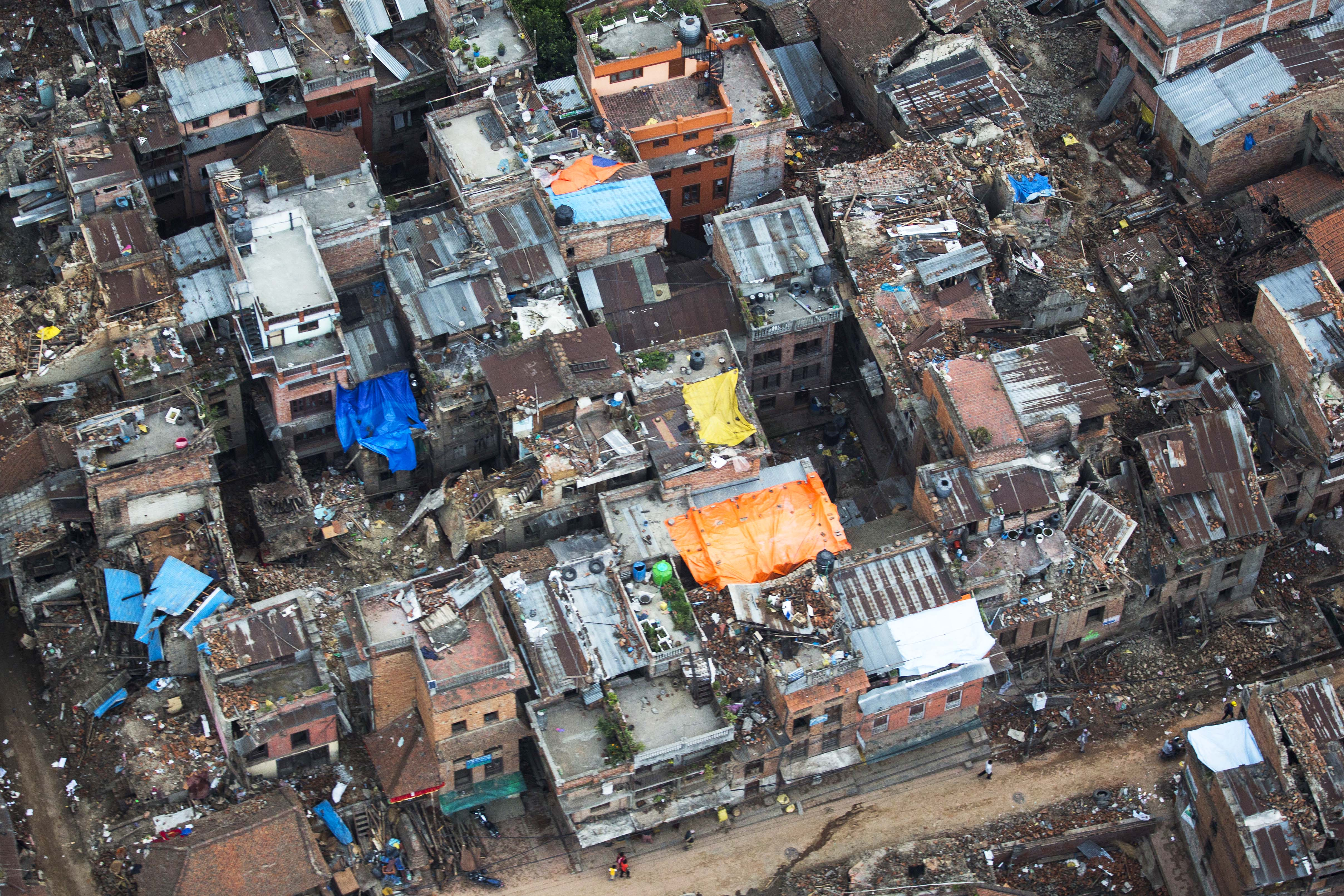
Zerstörte Häuser in Nepal nach dem Erdbeben, 9. Mai 2015

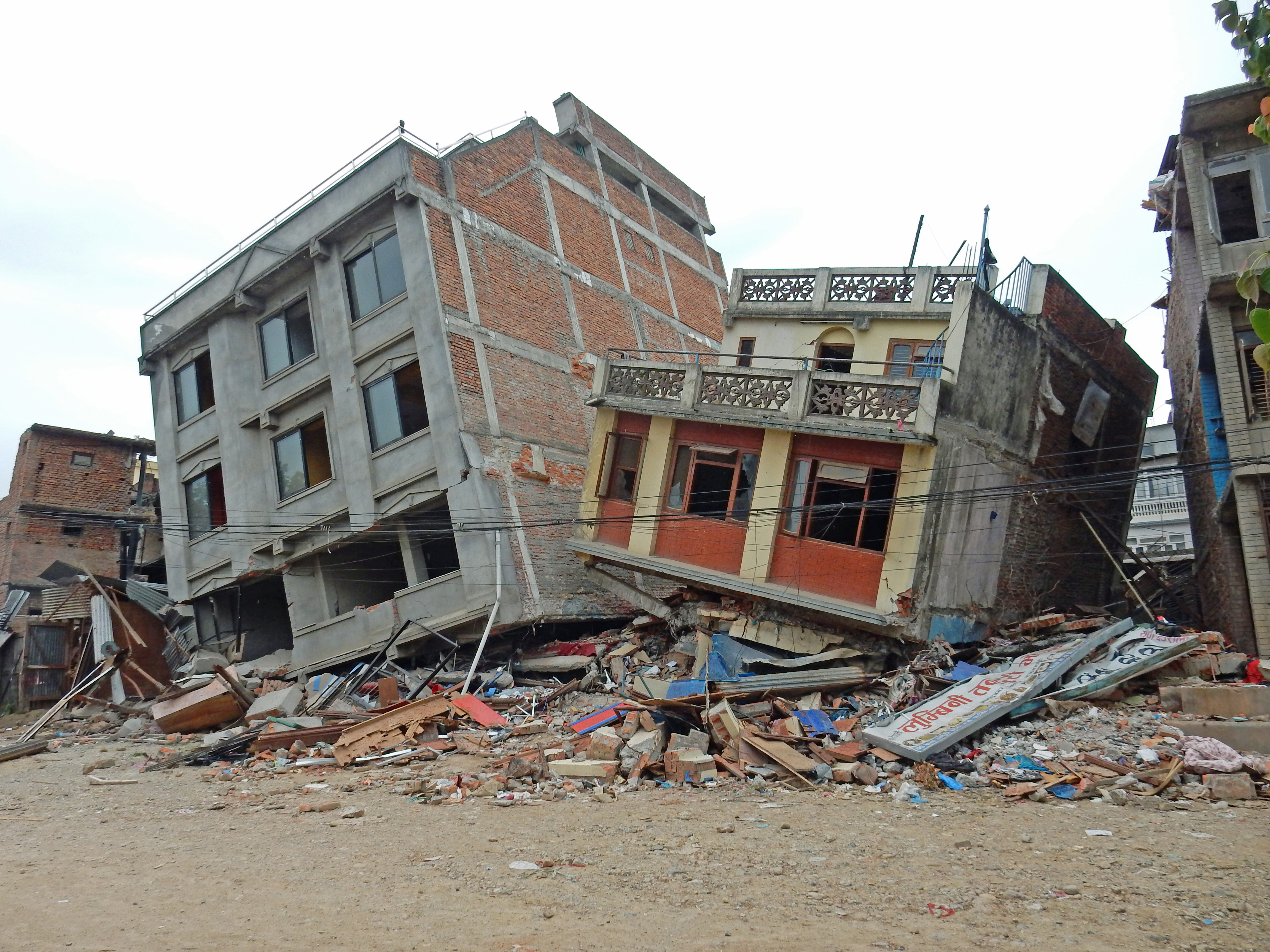
Zerstörte Häuser an der Ringstraße von Kathmandu

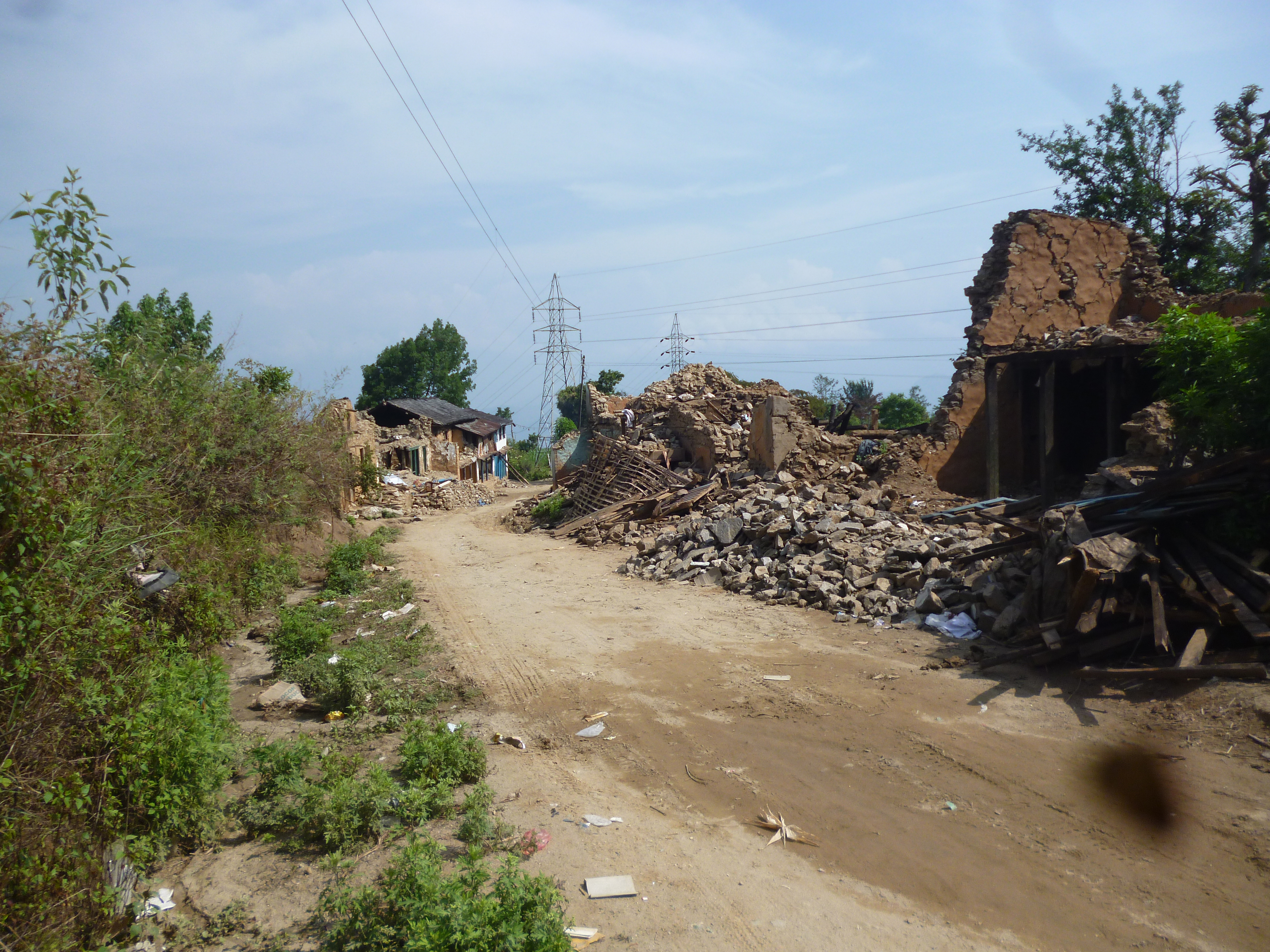
Schäden in einem Dorf nördlich von Kathmandu

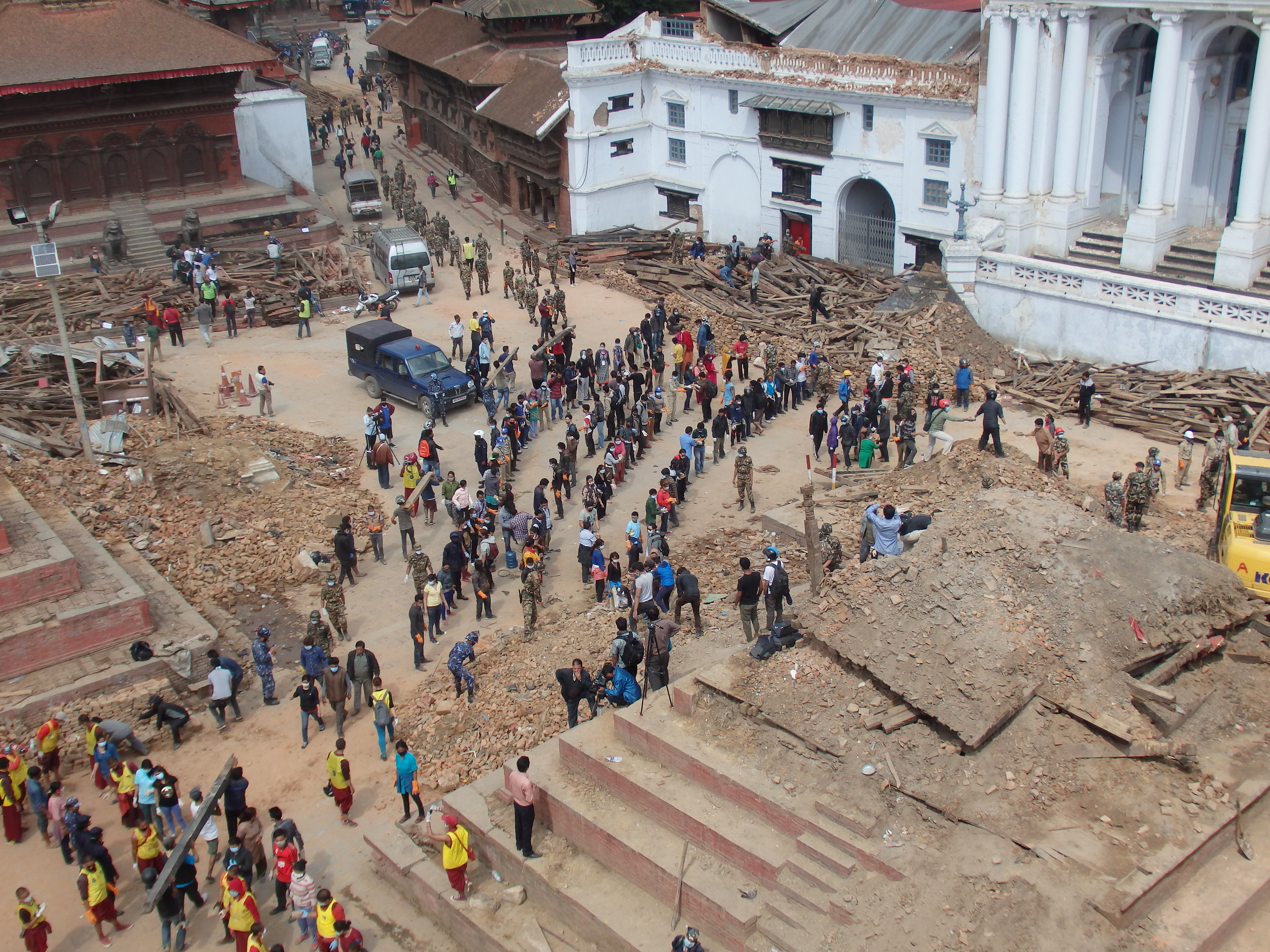
Freiwillige Helfer am Durbar-Platz, Kathmandu

Die Erdbeben in Nepal 2015 (in den Medien auch als Erdbeben im Himalaya bezeichnet) ereigneten sich im April und Mai 2015. Das erste große und stärkste Beben wirkte mit einer Magnitude von 7,8 MW am 25. April 2015 um 11:56 Uhr Ortszeit. Neben Nepal meldeten auch Nord- und Nordostindien, Tibet, Volksrepublik China, Pakistan und Bangladesch Erschütterungen. Das Epizentrum lag bei Barpak rund 80 Kilometer nordwestlich der Hauptstadt Kathmandu. Das Hypozentrum lag in 18 km Tiefe. Einen Tag später gab es ein Nachbeben der Stärke 6,7. Bis Mitte Juni 2015 folgten zahlreiche Nachbeben. Bis zum 10. Mai waren bereits mehr als 7.900 Tote geborgen worden.
Das zweitstärkste Erdbeben in Nepal im Jahr 2015 erschütterte am 12. Mai um 12:35:27 Uhr Ortszeit mit der Stärke 7,2 für 25 Sekunden die Region nahe Namche Bazar, 83 Kilometer östlich von Kathmandu, nahe der Grenze zu China. Das Hypozentrum lag in 15 Kilometer Tiefe. Es folgten sechs Nachbeben der Stärke 5,0 und höher. Eine halbe Stunde später ereignete sich ein Nachbeben der Stärke 6,3. Das Zentrum lag im Distrikt Ramechhap, ebenfalls östlich von Kathmandu. Mindestens 148 Menschen starben durch das Beben des 12. Mai. 34 Tage nach dem ersten und 17 Tage nach dem zweiten großen Beben folgte am 29. Mai das seit Mitte Mai stärkste Nachbeben mit Stärke 4,9, ein gleichstarkes Beben wurde zwei Wochen später registriert. Am 22. Juli 2015 erfolgte um 22:14 Uhr Ortszeit ein Nachbeben der Stärke 4,6 mit dem Epizentrum Kathmandu.
Die Erdbeben gelten als die tödlichste Katastrophe in der Geschichte Nepals. Laut der nepalesischen Regierung starben in Nepal knapp 8.800 Menschen an den Folgen der Beben, rund 22.300 wurden dort verletzt.

## Ursache
Die Ursache der immer wieder auftretenden schweren Erdbeben in Nepal ist die Lage des Landes. Nepal befindet sich in einer geologischen Hochrisikozone, der Grenze zweier tektonischer Platten. Seit Millionen von Jahren bewegt sich die Indisch-Australische Platte mit einer Geschwindigkeit von rund 4,5 Zentimetern pro Jahr langsam nach Norden auf die viel größere Eurasische Platte zu und schiebt sich zum Himalaya-Faltengebirge auf. Diese Plattenbewegung erfolgt unter so hohem Druck, dass sich die aufgebaute Spannung in ruckartigen Erdbeben entlädt.

## Opfer

### Kathmandutal und umliegende Regionen
Am schlimmsten betroffen waren das Kathmandutal und in der Nähe liegende Täler, wo viele Menschen unter den Trümmern von einstürzenden Häusern oder unter Gerölllawinen begraben wurden. Bis zum 28. April wurden bereits mehr als 4.387 Tote geborgen. Die nepalesische Regierung ging davon aus, dass über 10.000 Menschen gestorben sein könnten. In der Hauptstadt Kathmandu gab es eine Zeit lang keine Strom- und  Trinkwasserversorgung.

### Andere Regionen und Nachbarländer
Der kleine Ort Langtang im Langtang-Nationalpark mit 55 kleinen Hotels und Unterkünften für Touristen wurde durch eine Mure dem Erdboden gleichgemacht; nur ein Haus ist stehen geblieben. Nach mehreren Lawinenabgängen wurden in der Nähe des Ortes Ghodatabela auf einer beliebten Trekking-Route in der Nähe des Epizentrums eines Bebens 250 Personen vermisst.
Auch in anderen Regionen in Nepal und in den Nachbarländern wird von vielen Opfern berichtet: in Indien mindestens 62, in China mindestens 20 Menschen. Die Vereinten Nationen gehen davon aus, dass über acht Millionen Menschen von dem Erdbeben betroffen sind. Mehr als 1,4 Millionen seien auf Lebensmittelhilfen angewiesen. Bei dem Beben am 12. Mai 2015 starben mindestens 17 Menschen in Indien und einer in China.

### Himalaya-Expeditionen
Am Mount Everest kamen 18 Bergsteiger ums Leben, als eine durch das Erdbeben ausgelöste Lawine auf das Basislager niederging. Lokale Medien berichteten später nach mehreren Nachbeben von mindestens 22 toten Bergsteigern, 62 Verletzten und der tödlichsten Katastrophe in der Geschichte des Everest sowie dem schwersten Erdbeben in Nepal seit 80 Jahren. Zum Zeitpunkt des Unglücks hielten sich nach offiziellen Angaben etwa 1000 Bergsteiger und Träger am Mount Everest auf. Nach Angaben von Expeditionsleitern und Angehörigen waren unter den Toten auch Ausländer, darunter ein Chinese, zwei US-Unternehmen bestätigten jeweils den Tod eines Mitarbeiters. Der Göttinger Geomorphologe Matthias Kuhle verunglückte tödlich während einer Exkursion mit Studenten.

### Gesamtanzahl der Opfer und Schäden
Seismologen unterscheiden zwischen zwei verschiedenen Beben, eines am 25. April 2015, welches das stärkere war und eines am 12. Mai 2015. Nachfolgend wird die Gesamtanzahl der Toten und Verletzten der Beben zusammengefasst, weil es schwierig ist, die Opferzahlen den jeweiligen Beben zuzuordnen und auch unterschiedliche Zahlen publiziert wurden. Gegen Ende April 2015 wurde noch von mehr als 5.000 Toten berichtet, ein bis anderthalb Jahre später sprach man von 9.000 Toten und 22.000 Verletzten sowie von 600.000 bis 800.000 eingestürzten Häusern.

## Auswirkungen
Bei dem Erdbeben wurden auch bedeutende Kulturgüter in Mitleidenschaft gezogen: An den von der UNESCO als Weltkulturerbe eingestuften Durbar-Plätzen von Kathmandu, Bhaktapur und Lalitpur wurden viele der mehr als 50 Pagoden, Tempel und Paläste beschädigt oder zerstört. Der ebenfalls zum UNESCO-Erbe zählende Bodnath-Stupa wurde beschädigt, der Dharahara-Turm stürzte ein.

Zerstörte historische Gebäude (Bilder vor der Zerstörung)
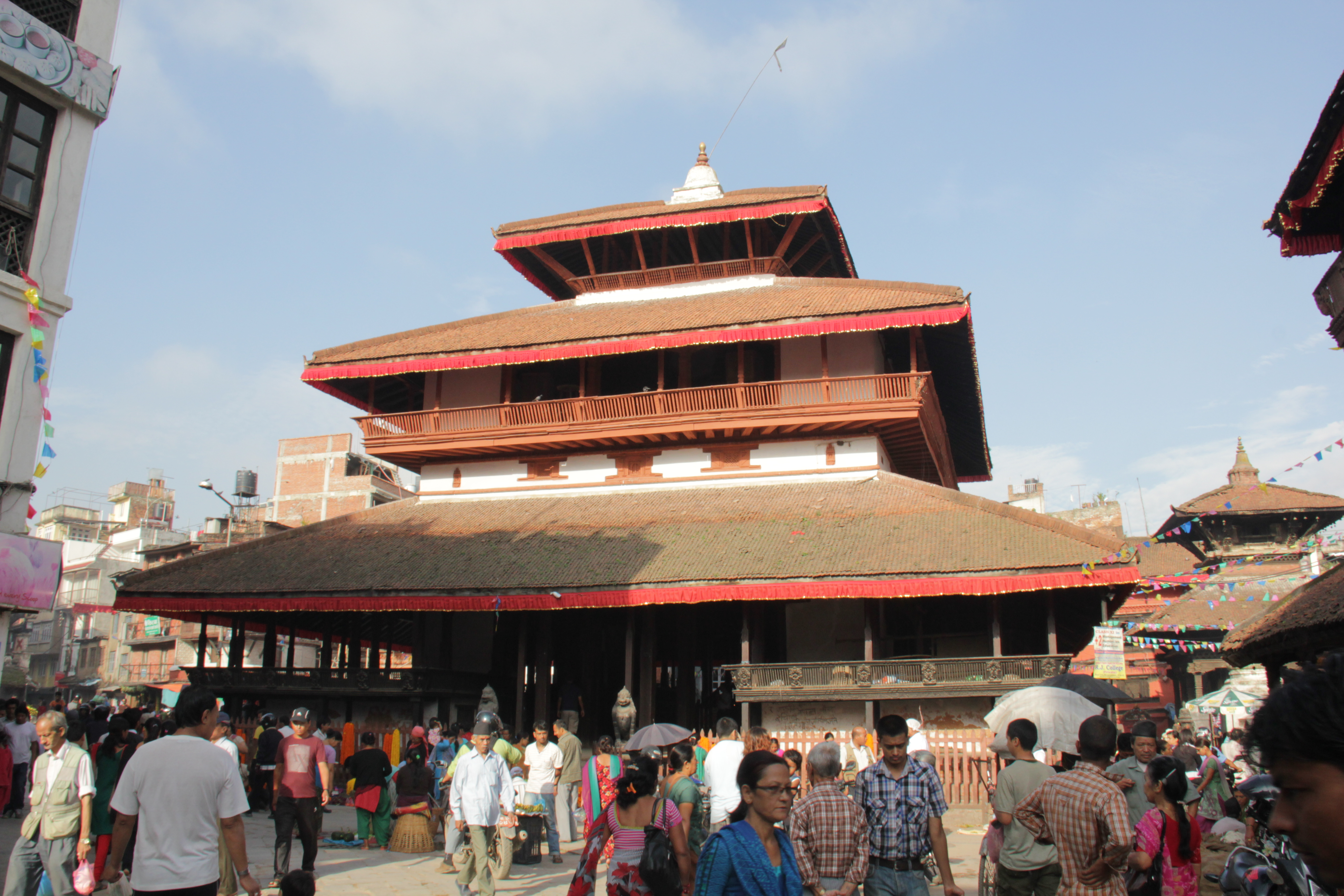
Kasthamandap, Kathmandu
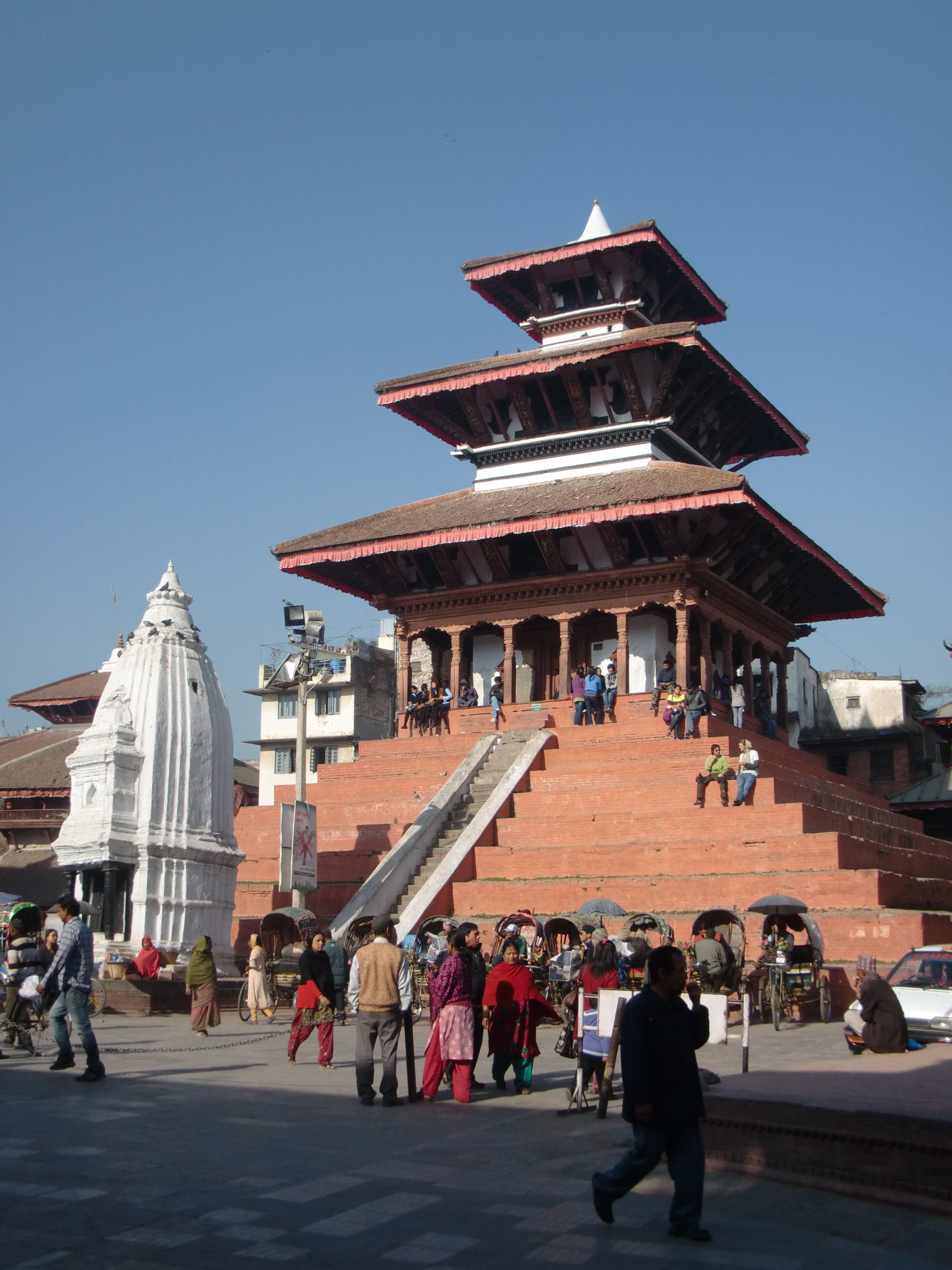
Maju Dega und Kamadev Tempel, Kathmandu
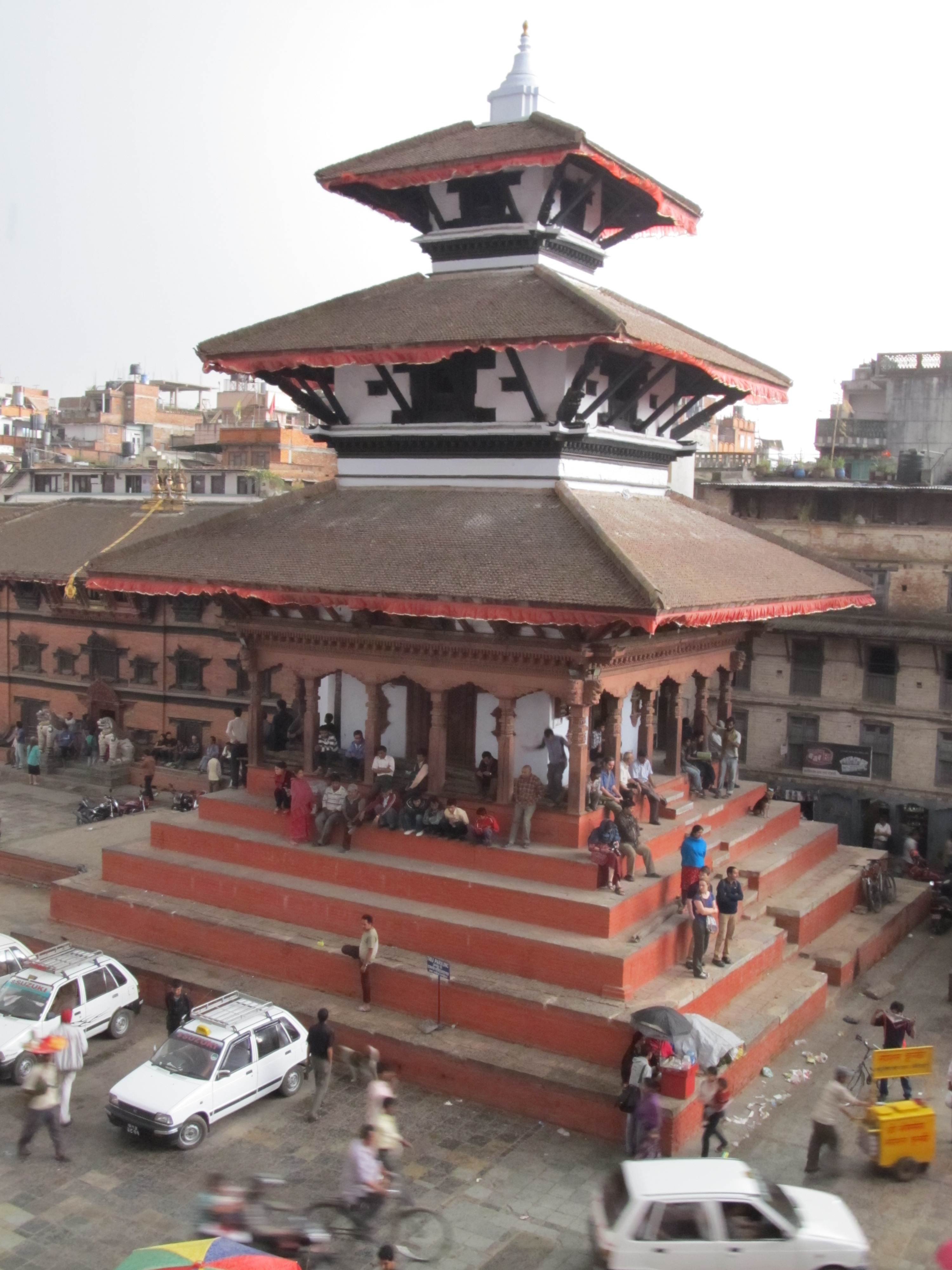
Trailokya Mohan, Kathmandu
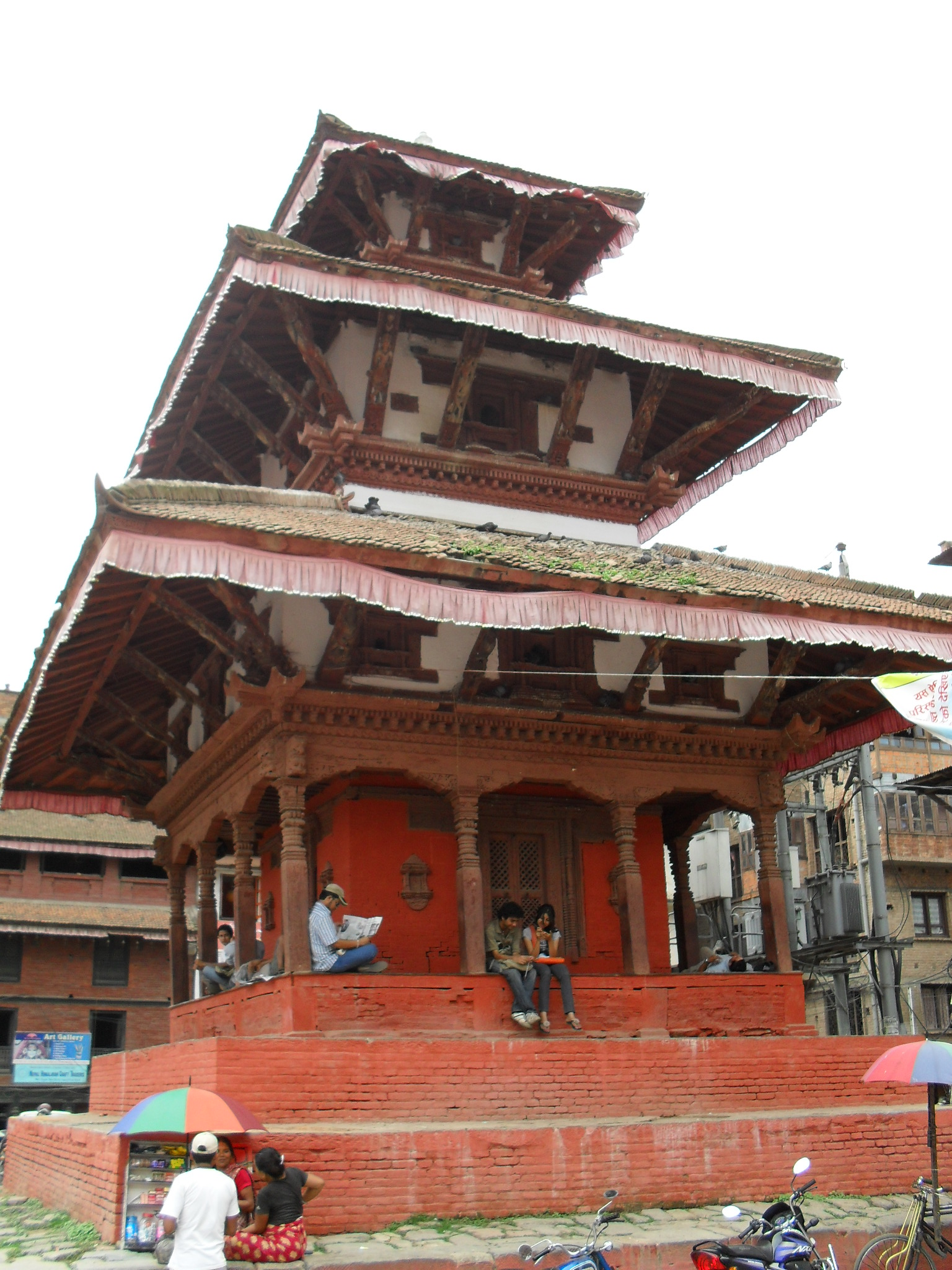
Narayan-Pagode, Kathmandu
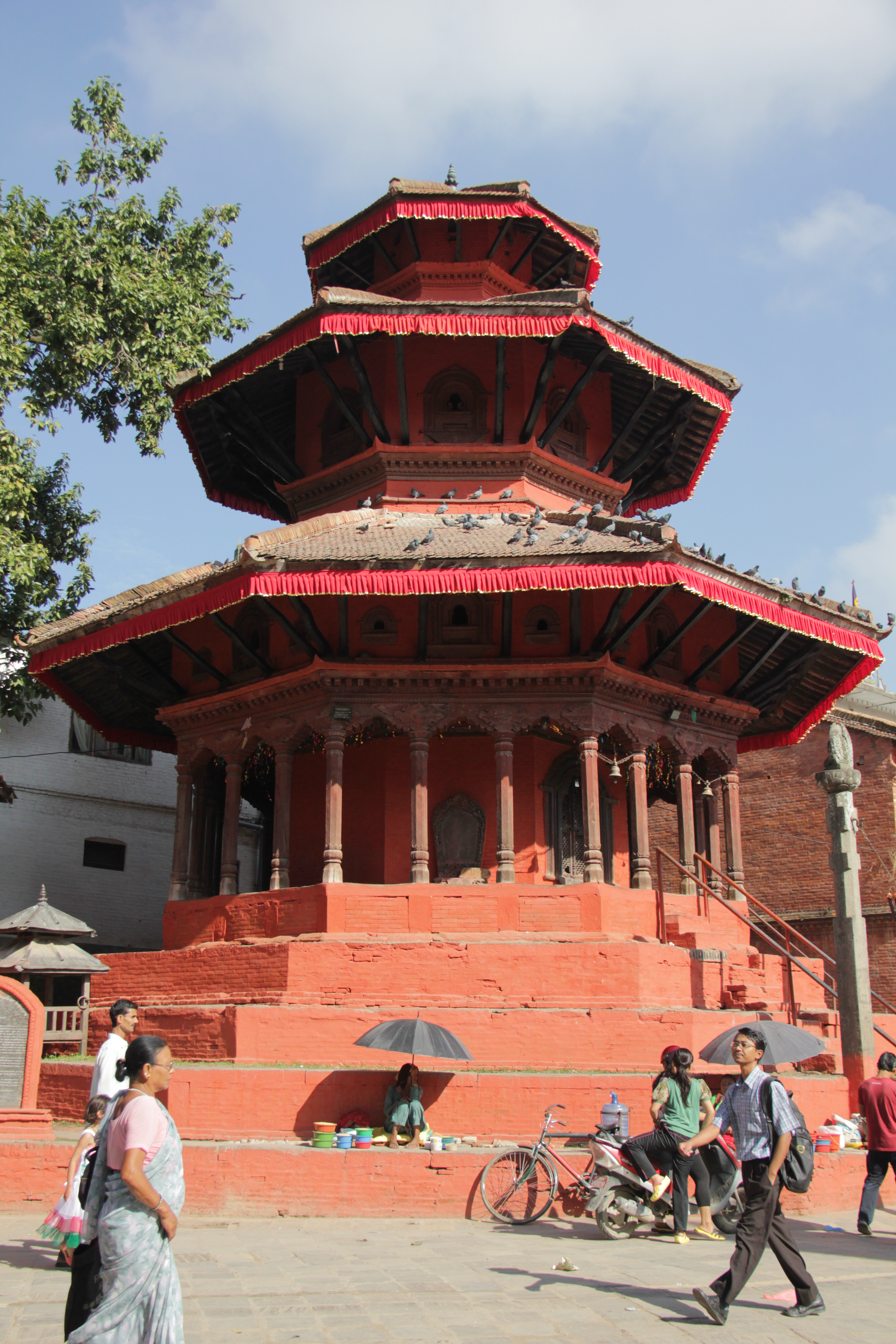
Krishna Mandir, Kathmandu
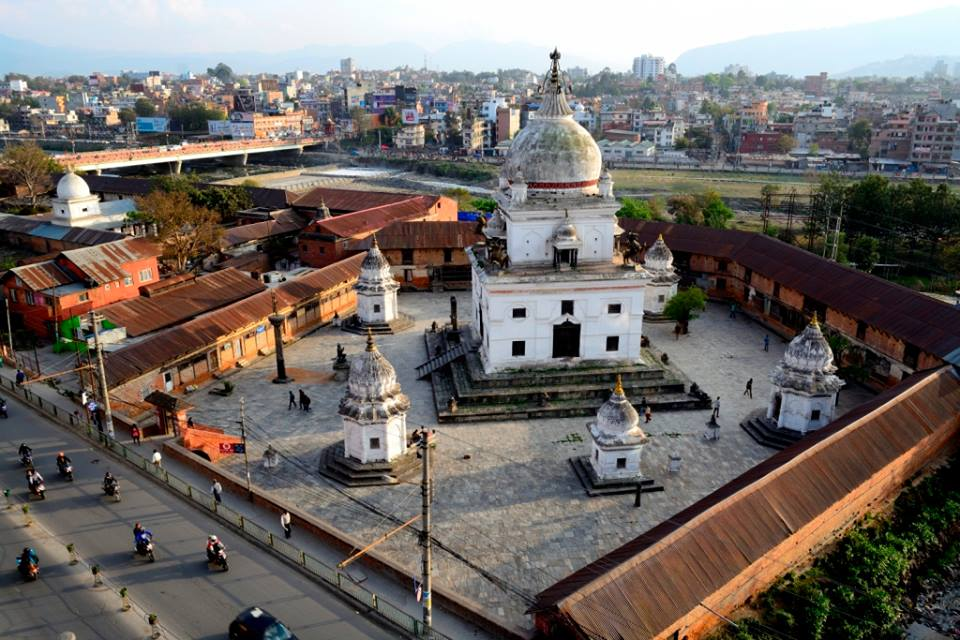
Kalmochan Ghat, Kathmandu
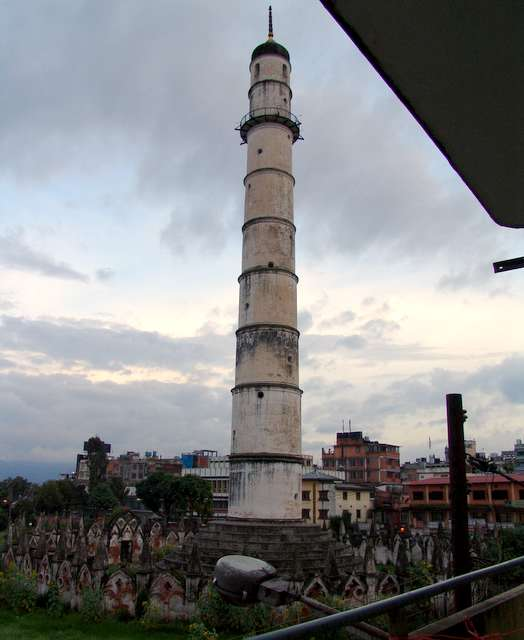
Dharahara, Kathmandu
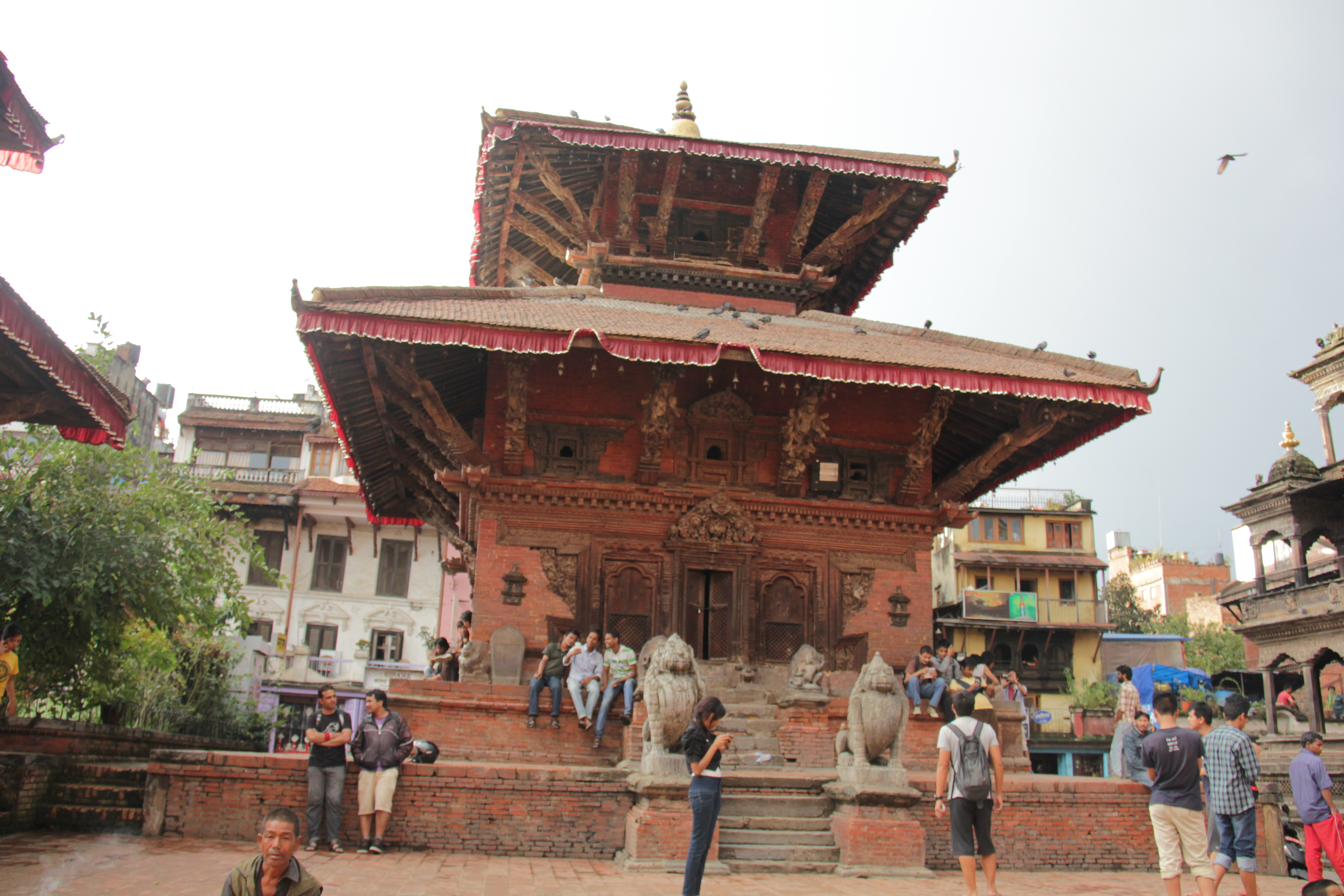
Jagannarayan-Tempel, Patan
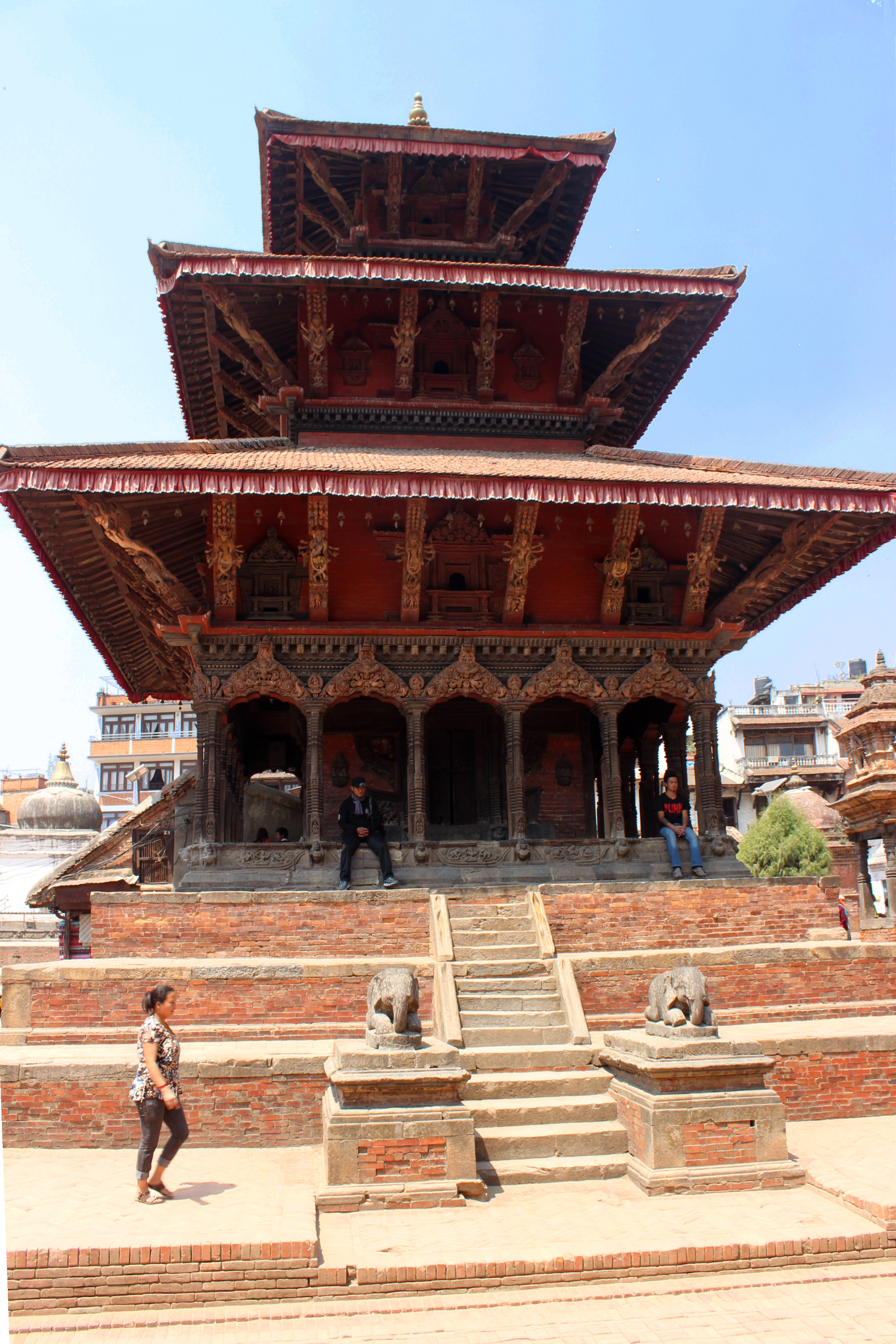
Harishankar-Tempel, Patan
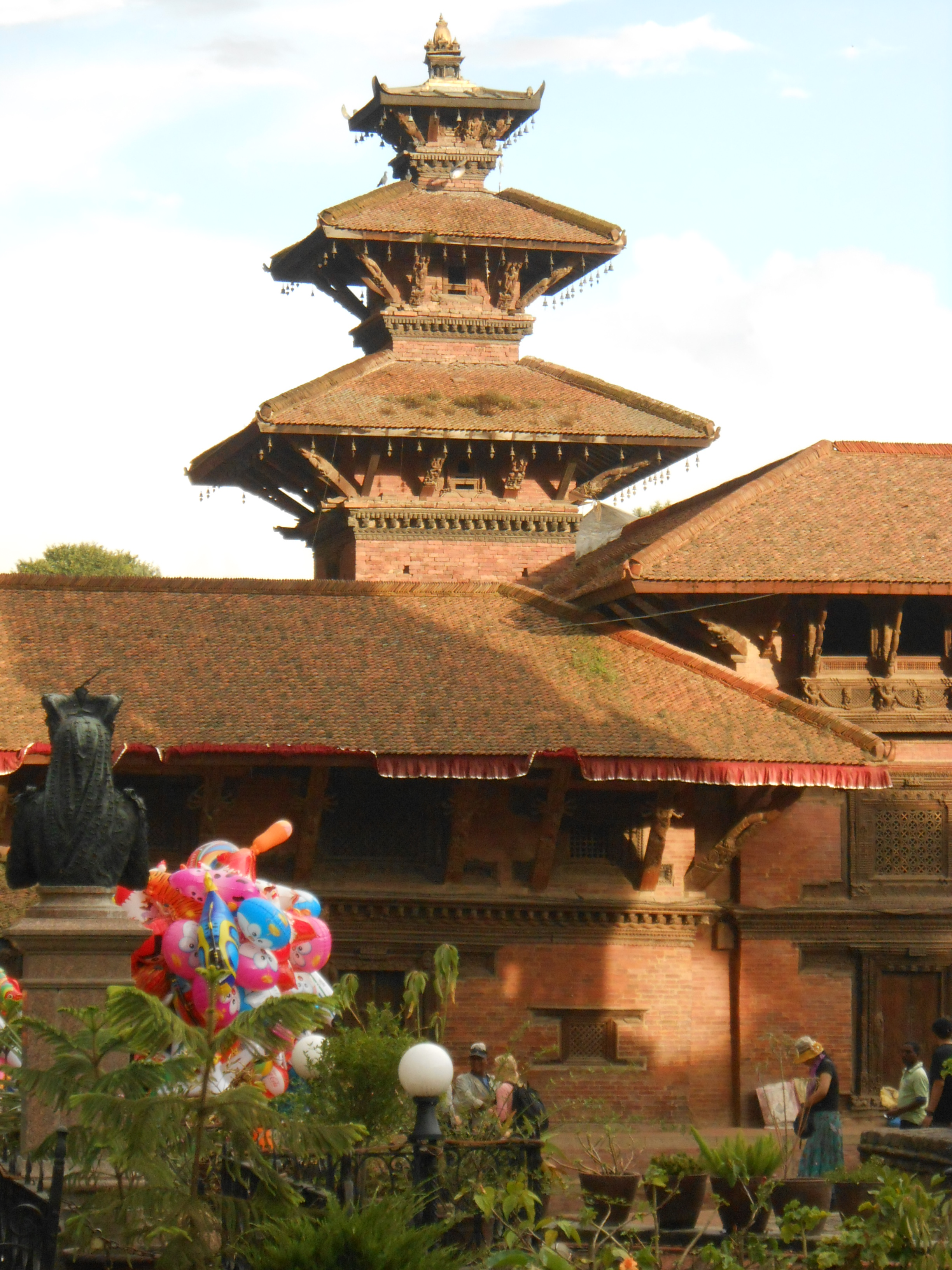
Taleju-Tempel, Patan
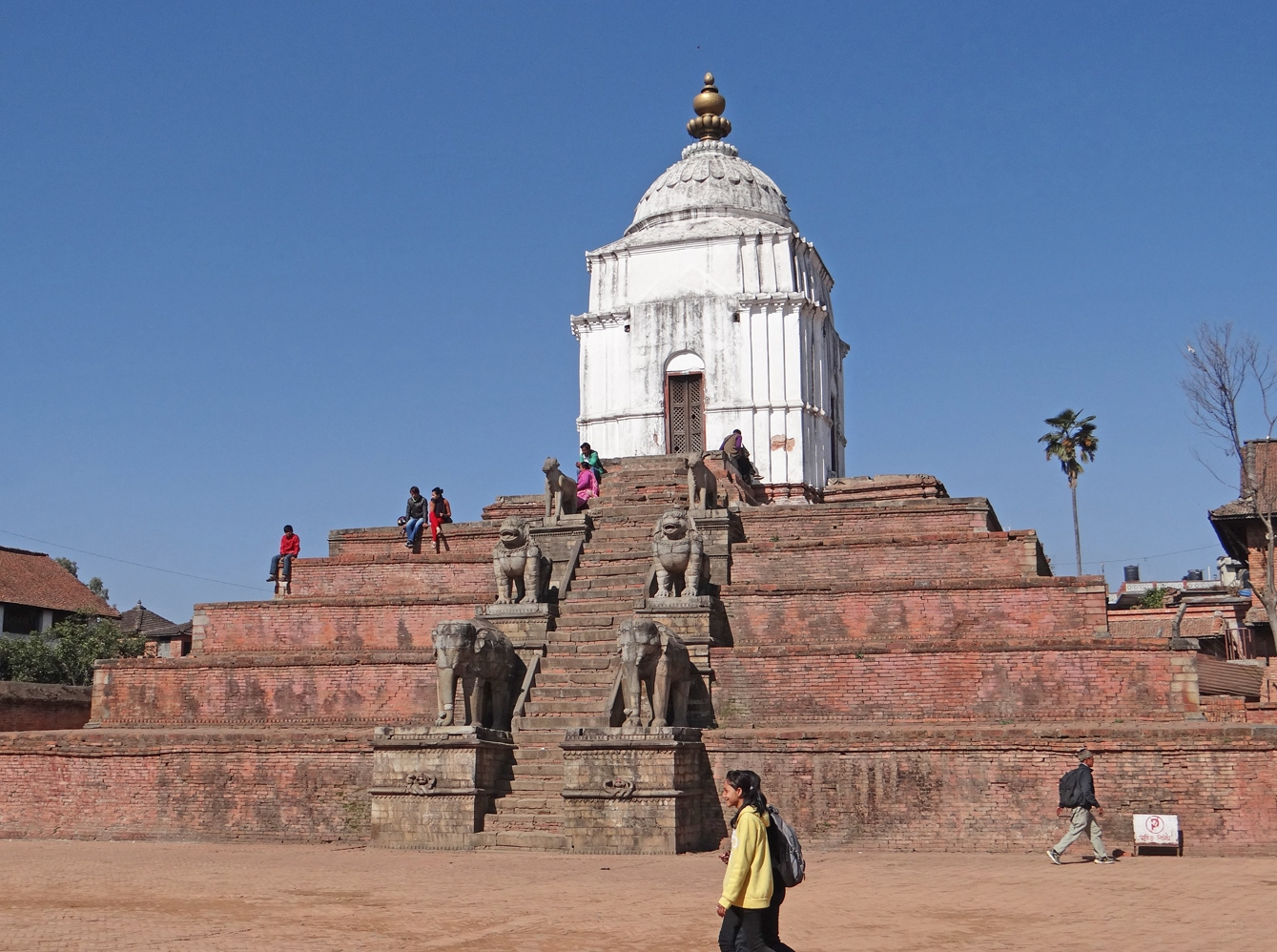
Fasidega-Tempel, Bhaktapur
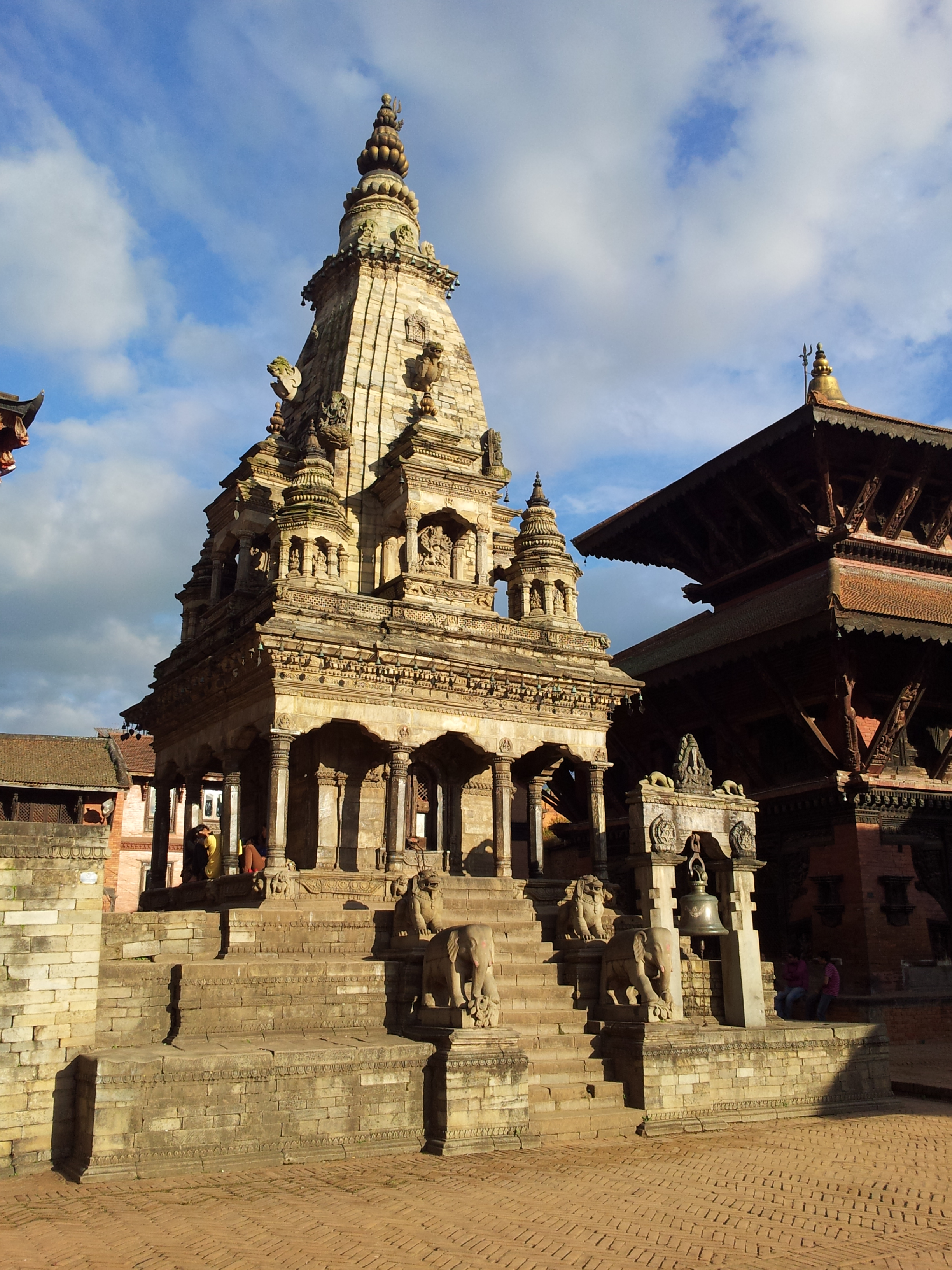
Vatsala-Tempel, Bhaktapur
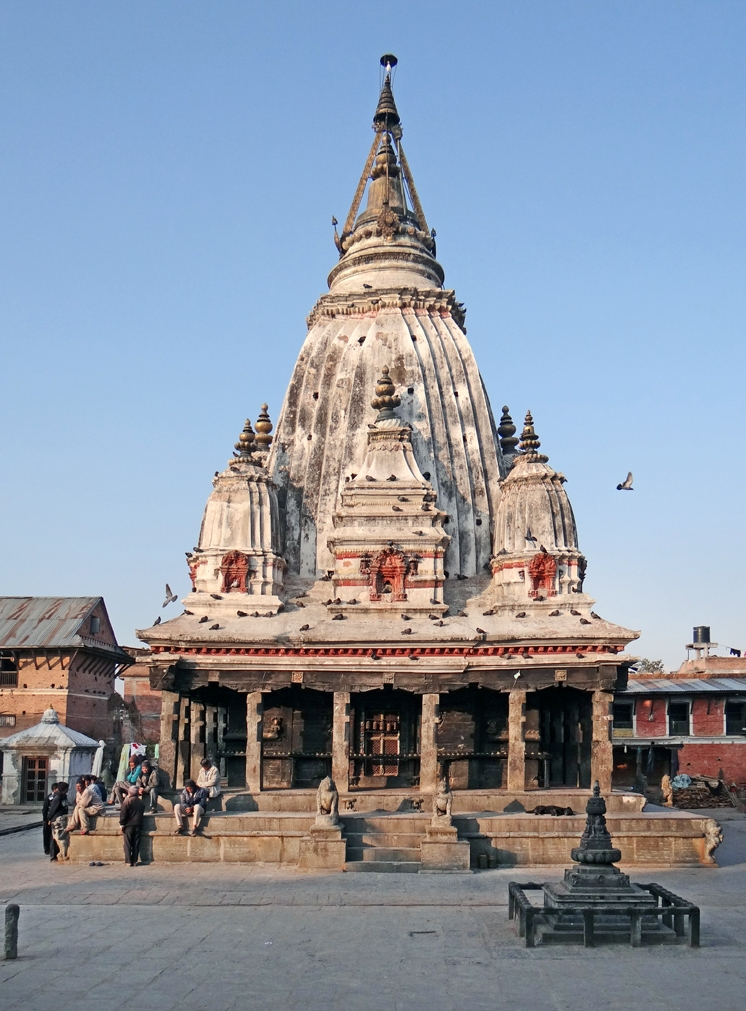
Tempel des Rato Machhendranath, Bungamati

Durch die Beben wurde Kathmandu um 1,5 Meter nach Süden verschoben und um einen Meter angehoben. Der Mount Everest verschob sich um drei Zentimeter nach Südosten. Die geologische Primärwelle des Erdbebens erreichte das südbadische Staufen mit einer Geschwindigkeit von 29.000 km/h sowie einer Bodenbewegung von 0,01 mm nach 10 Minuten. Die Ausschläge der anwachsenden Sekundärwellen sowie der Oberflächenwellen dauerten nahezu zwei Stunden.

## Hilfsmaßnahmen

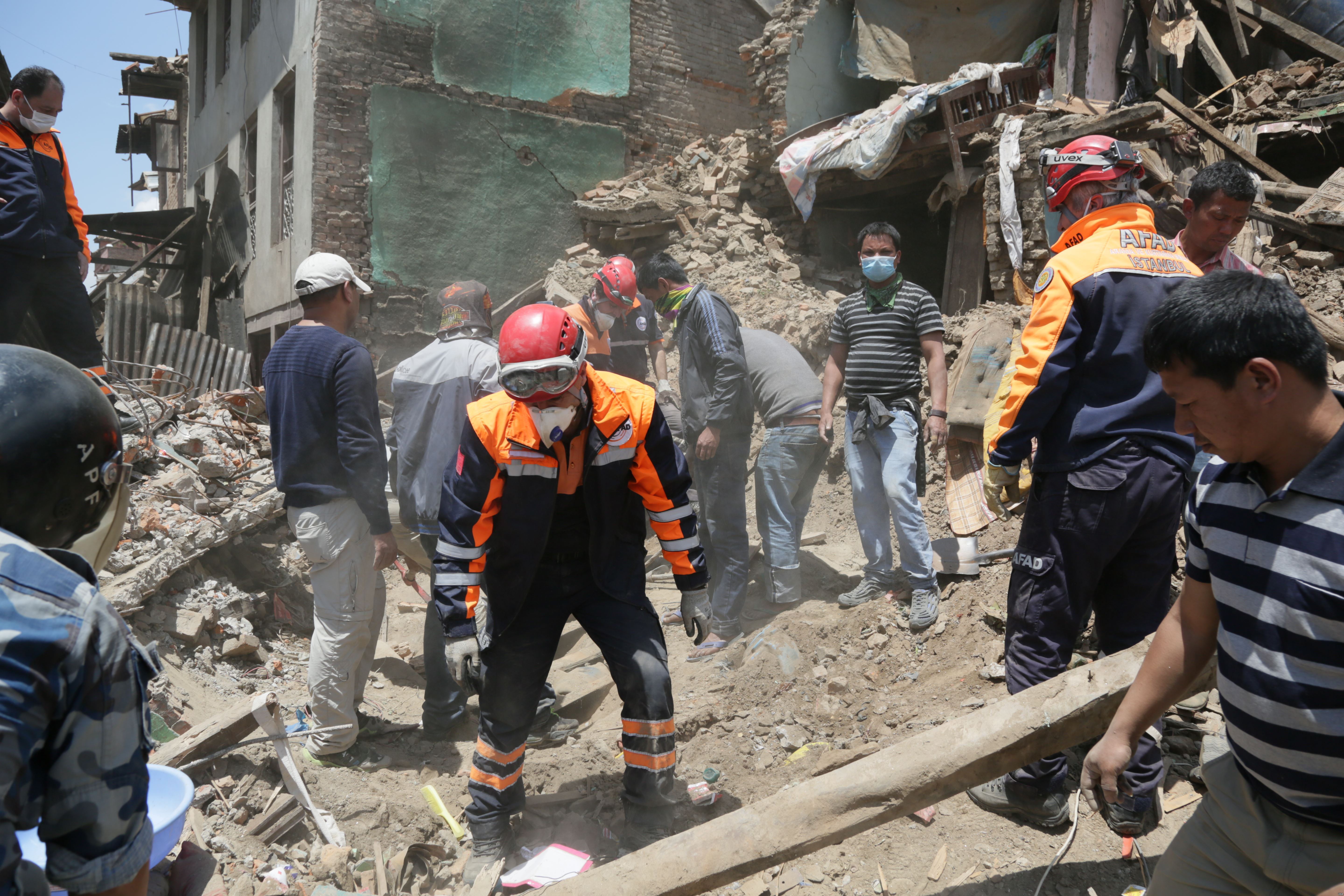
Hilfs- und Rettungsmaßnahmen in Kathmandu, 27. April 2015

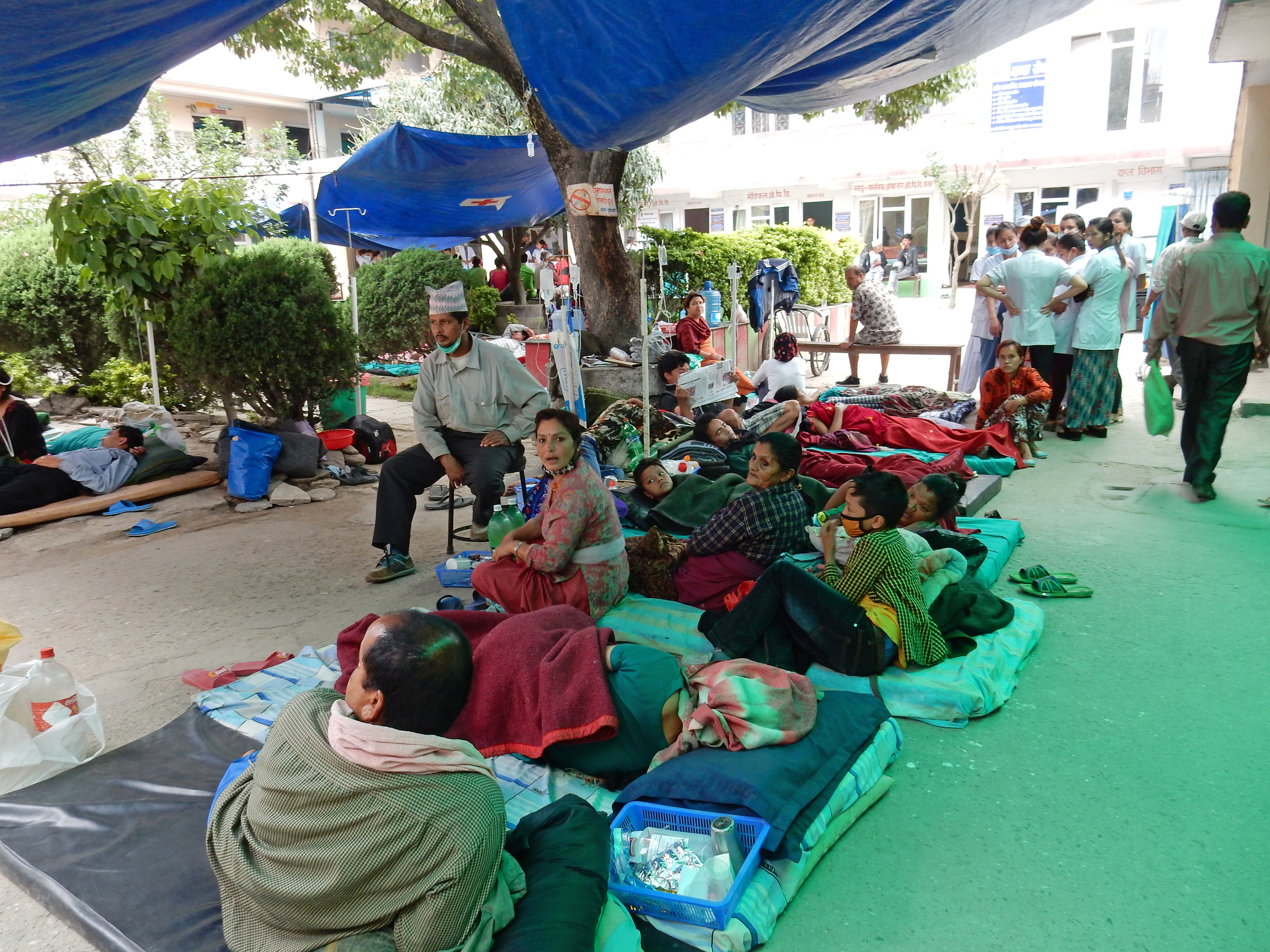
Auch noch Mitte Mai 2015 erfolgt die medizinische Versorgung aus Angst vor Nachbeben im Freien vor den Krankenhäusern (hier vor dem Sahid Memorial Hospital im Stadtteil Kalanki)

Unmittelbar nach dem Erdbeben sandte die indische Regierung mehrere Flugzeuge mit Nahrungsmitteln, Wasser und Rettungsausrüstung. Zudem wurden Gurkhas, nepalesische Soldaten, die in den indischen Streitkräften dienen, für Rettungsarbeiten ins Nachbarland geschickt. Auch die deutsche Bundesregierung sagte der nepalesischen Regierung Hilfe zu, unter anderem durch Entsendung des Technischen Hilfswerks. Neben Deutschland kündigten auch die Vereinigten Staaten und Russland Hilfsmaßnahmen an. Das Vereinigte Königreich, das wie Indien ebenso Gurkha-Einheiten in ihren Streitkräften unterhält, schickte diese sofort in die Krisenregion, um humanitäre Hilfe zu leisten. Nichtstaatliche Hilfsorganisationen aus Deutschland wie u. a. action medeor, humedica, I.S.A.R. Germany und @fire Internationaler Katastrophenschutz Deutschland e. V. entsendeten Soforthilfe in die Katastrophenregion. Auch das Internationale Rote Kreuz war bereits mit sechs ERU-Modulen in Nepal eingetroffen und begann mit seiner Arbeit.
Christos Stylianides, EU-Kommissar für humanitäre Hilfe und Krisenschutz, stellte Nepal sechs Millionen Euro Soforthilfe zur Verfügung und für das Jahr 2015 Hilfen in Höhe von 16,6 Millionen Euro. Er reiste bereits wenige Tage nach dem Erdbeben als einer der ersten internationalen Politiker in das Land, um sich dort ein Bild von der Lage zu machen.
Die USA haben mit der Operation Sahayogi Haat bis zum 11. Mai 2015 insgesamt 480 Tonnen Hilfsgüter geliefert. Mit rund 1300 Soldaten und mit mehreren Hubschraubern vom Typ UH-1Y und VTOL-Transportern MV-22B sowie Transportflugzeugen vom Typ KC-130J und C-17 unterstützen die US-Streitkräfte durch die Joint Task Force 505 die Such- und Rettungsmaßnahmen und die Logistik. Am 12. Mai ging der Kontakt zu einem UH-1Y verloren, der mit sechs US-Marines und zwei nepalesischen Soldaten unterwegs war. Am 17. Mai wurde das Wrack etwa 72 Kilometer östlich von Kathmandu gefunden. Alle Insassen starben bei dem Absturz.
Google Inc. ermöglichte hier ein weiteres Mal mit der Google Vermisstensuche die Suche nach vermissten Personen. Freiwillige verglichen Satellitenaufnahmen, sogenanntes Crisis mapping, zur Erstellung von Schadenskarten.